# Eduard Abadal Almendros
Eduard Abadal Almendros   (Barcelona, 21 d'agost de 1967) és un exfutbolista català, que ocupava la posició de porter.

## Trajectòria
Format al planter del FC Barcelona, a la 87/88 puja al Barcelona Amateur. Al febrer de 1989 és cedit al RCD Mallorca per cobrir les baixes a la porteria illenca fins final de temporada. Va disputar sis partits amb el Mallorca, en els quals va rebre sis gols. A les postres, el Mallorca va pujar a la màxima categoria.
De nou al Barcelona, recala en equips de Segona B, com el Mollerussa i la UE Sant Andreu. L'estiu de 1993 al CF Extremadura, amb qui assoleix un doble ascens a Segona i a primera divisió. Però, és suplent a l'equip extremeny, jugant només tres partits en tres campanyes. En finalitzar la 96/97, es retira.